# Tadeusz Zieliński (żołnierz)
Tadeusz Wolfgang Zieliński, ps. Wujek, Dyzma, Wolfgang, Stanisław Uherski, Ryszard Winiarski (ur. 30 października 1898 w majątku Winiary, zm. 11 stycznia 1992 w Podkowie Leśnej) – kapitan piechoty Wojska Polskiego i podpułkownik Narodowych Sił Zbrojnych.

## Życiorys
Urodził się 30 października 1898 w majątku Winiary k. Warki, powiecie grójeckim, w rodzinie Waleriana h. Świnka, i Czesławy z Bończa Tomaszewskich. Wychowywał się w rodzinie o bogatych tradycjach patriotycznych, kultywowanych od wielu pokoleń. Pierwsze nauki pobierał w rodzinnym domu, następnie w Grodnie u księży prowadzących tajne nauczanie. Maturę uzyskał w Gimnazjum Wojciecha Górskiego w Warszawie.
Zgodnie z wolą ojca i rodzinnymi tradycjami wstąpił do wojska, po czym został skierowany do Szkoły Podchorążych w Ostrowi Mazowieckiej. Po jej ukończeniu na wiele lat związał się z wojskiem. Wziął udział w wojnie polsko-bolszewickiej. Walczył na Łotwie i nad Berezyną. Wojnę zakończył w stopniu porucznika 7 pułku piechoty Legionów. Za męstwo otrzymał Krzyż Walecznych.
W 1927 został wykładowcą w Szkole Oficerskiej we Włodzimierzu, a w rok później przeniesiono go do Korpusu Ochrony Pogranicza. Pełnił służbę w batalionie KOP „Ostróg”. W czerwcu 1934 roku został przeniesiony z KOP do 5 pułku Strzelców Podhalańskich w Przemyślu. Został wyznaczony na stanowisko komendanta przysposobienia wojskowego w Lesku. Był współtwórcą Związku Szlachty Zagrodowej na tamtych terenach. Na stopień kapitana został awansowany ze starszeństwem z 1 stycznia 1936 w korpusie oficerów piechoty. W 1938 roku został przeniesiony do 44 pułku piechoty w Równem. W marcu 1939 pełnił służbę na stanowisku dowódcy kompanii gospodarczej i oficera taborowego.
W kampanii wrześniowej 1939 roku był dowódcą 6 kompanii strzeleckiej 44 pp. Po zakończeniu działań wojennych, unikając niewoli, niezwłocznie rozpoczął działalność konspiracyjną, początkowo w ZWZ, a następnie w Narodowej Organizacji Wojskowej. Został Komendantem Obwodu Krasnystaw, a od 1942 w szeregach Narodowych Sił Zbrojnych, pełnił funkcję komendanta Powiatu nr 3 (Chełm). Rozkazem Komendy Okręgu III NSZ-AK z 5 września 1944 został wyznaczony na stanowisko inspektora Inspektoratu „A”, obejmującego powiaty: Chełm, Krasnystaw, i Lubartów. Po wkroczeniu Armii Czerwonej na Lubelszczyznę, w związku z brakiem łączności z Komendą Główną AK doprowadzono do powstania Tymczasowej Rady Politycznej Ziem Wschodnich oraz Komendy Ziem Wschodnich NSZ, obejmującej okręgi: Lublin, Podlasie i Rzeszów. Tadeusz Zieliński został trzecim z kolei komendantem Ziem Wschodnich – już w stopniu podpułkownika. Był to okres tworzenia się nowej organizacji konspiracyjnej pod nazwą Narodowe Zjednoczenie Wojskowe. Od lutego do lipca 1945 pełnił równocześnie funkcję komendanta Okręgu XVI i KZW NSZ. Wydał wówczas rozkaz do przeprowadzenia antyukraińskiej akcji „Za Bugiem”. Komenda Ziem Wschodnich z dniem 6 lipca 1945 została rozwiązana, a zamiast niej powołano Obszar II NZW, na czele którego stanął komendant ppłk Tadeusz Zieliński.
18 marca 1946 został aresztowany przez władze bezpieczeństwa w Warszawie. Osadzony w więzieniu mokotowskim, przeszedł niezwykle ciężkie, trwające ponad półtora roku, śledztwo prowadzone przez osławionego płk. Józefa Różańskiego. Miało ono na celu ujawnienie rzekomej zbrodniczej działalności – jego oraz innych osób z komend terenowych i Komendy Głównej NZW, którzy w liczbie kilkudziesięciu zostali aresztowani przez UB na wiosnę 1946 – sporządzony akt oskarżenia obejmował grupę dziewięciu osób.
Proces rozpoczął się 6 października 1947 przed Wojskowym Sądem Rejonowym w Warszawie. Salą sądową była zamieniona na ten cel kaplica więzienna, pozbawiona symboli religijnych. Proces miał odbywać się – według zapowiedzi Różańskiego – w obecności dziennikarzy, którzy mieli go odpowiednio „opluć”, ale odbył się przy drzwiach zamkniętych; dopuszczono tylko po jednej osobie z rodziny. Pod koniec procesu wszyscy mężczyźni, spodziewając się kary śmierci, przyjęli w tajemnicy Komunię Świętą. Przyniosła ją do sądu obrońca, adwokat Antonina Grabowska i przekazała oskarżonym.
Wyrok sądu, który z uzasadnieniem liczył 34 strony, został ogłoszony w dniu 3 listopada 1947. Tadeusz Zieliński został skazany na dwukrotną karę śmierci, którą po zastosowaniu amnestii zamieniono na 15 lat więzienia. Decyzją z 10 grudnia 1947 Najwyższy Sąd Wojskowy utrzymał w mocy wyroki skazanych na karę śmierci, z wyjątkiem wyroku na ppłk. T. Zielińskim, a Bolesław Bierut nie skorzystał z prawa łaski.
Ppłk Tadeusz Zieliński odbywał karę więzienia w Warszawie, we Wronkach, Rawiczu i Krakowie. Ze względu na stan zdrowia został w dniu 28 października 1956 zwolniony na miesięczny urlop zdrowotny, a następnie, na mocy amnestii, warunkowo zwolniony. Zamieszkał w Podkowie Leśnej k. Warszawy, gdzie zmarł w dniu 11 stycznia 1992. W jego ostatniej drodze uczestniczyła rodzina, duchowieństwo, podkomendni z całego kraju oraz liczne poczty sztandarowe.
28 stycznia 1992, już po śmierci, Sąd Wojewódzki w Warszawie unieważnił wyrok skazujący Tadeusza Zielińskiego i pozostałe osoby, wydany przez WSR w Warszawie z 3 listopada 1947. Jak orzeczono, przypisane im czyny były związane z działalnością na rzecz niepodległego bytu Państwa Polskiego.
Tadeusz Zieliński w 1925 roku ożenił się z Janiną z Gryzińskich, z którą miał córkę Czesławę i syna Adama.

## Ordery i odznaczenia
- Krzyż Walecznych[5]
- Medal 10 Rocznicy Wojny Niepodległościowej (Łotwa)[11]

12 czerwca 1935 Komitet Krzyża i Medalu Niepodległości odrzucił wniosek o nadanie mu tego odznaczenia „z powodu braku pracy niepodległościowej”.